# رباط زردان
رباط زردان یا کاروانسرای شاه عباسی زردان مربوط به دوره صفوی  و سلجوقی بوده و در خراسان جنوبی، شهرستان زیرکوه (قاینات)، روستای زردان واقع گردیده است. این اثر در تاریخ ۵ آذر ۱۳۸۰ با شمارهٔ ثبت ۴۴۵۶ به‌عنوان یکی از آثار ملی ایران به ثبت رسیده است.

## مقدمه
در سرزمین ایران از دیرباز به دلیل وسعت زیاد ضرورت احداث میل راهنما، رباط و کاروانسرا برای جلوگیری از سردرگمی و اسکان مسافرین بدیهی بوده است. یکی از کاروانسراهایی که بسیار قدیمی می باشد کاروانسرای زردان در خراسان جنوبی است. واژه کاروانسرا از دو بخش تشکیل شده که کاروان به معنای مسافرینی می باشد که بصورت دسته جمعی سفر می کرده اند و سرا نیز به معنی خانه و مکان بوده است. کاروانسرا در واقع رباط بزرگی می باشد که در داخل یا بیرون شهر قرار داشته است.رباط زردان دارای اتاق و ایوان بوده و علاوه بر آن دارای انبار، طویله، باره بند، آب انبار و یخچال بوده است. علاوه بر آن کاروانسراهای بیرون شهری و بیابانی دارای برجک نگهبانی نیز بوده اند که به منظور نگهبانی و محافظت از بنا ساخته می شدند. در ایران از زمان حکومت ساسانی کاروانسراهای متعددی در مسیرهای جاده ابریشم بنا گردید. کاروانسرای زردان، در گذشته در مسیر فرعی جاده ابریشم  بر سر راه کاروانیان تجاری قرار داشته است. بسیاری از کاروانسراهای فاخر ایرانی در دوره صفویه احداث شدند و در حال حاضر نیز بیشتر کاروانسراهای باقیمانده در گوشه و کنار ایران متعلق به دوران صفوی و پس از آن می باشد. 
رباط زردان که به کاروانسرای شاه عباسی شناخته میشود،  از آثار ارزشمند ملی کشور، واقع  در روستای زردان، استان خراسان جنوبی است؛ و پس از مسجد جامع افین باشکوه ترین اثر باستانی و فرهنگی شهرستان زیرکوه می باشد؛ که به لحاظ فرهنگی، معماری و شاکله کلی، بنایی منحصر به فرد است .

## تاریخچه
معماری کنونی بنا منسوب به دوره صفویه است ولی بقایای سفالینه‌های متعلق به دوره‌های پیش از آن که از درون دیوارها و منطقهٔ اطراف رباط یافته شده‌است؛ قدمت بنا را تا دوره سلجوقی و ایلخانی تأیید می‌کند. این رباط توسط استاد و معمار ازبک بر خرابه‌های آتشکده زرتشت بنا شده‌ و در گذشته در مسیر فرعی جاده ابریشم و راه ارتباطی کاروانیان تجاری بوده که در مسیر هرات و فراه افغانستان به شهرهای مرکزی ایران در رفت و آمد بوده‌اند.

## مشخصات
این بنا با نقشه چهارضلعی دارای ورودی، هشتی، صحن و اتاقها و تالارهای اطراف صحن می‌باشد. ورودی بنا در ضلع غرب آن قرار گرفته و حدود ۵/۱ متر از دیوار کاروانسرا جلوآمدگی دارد. پس از ورودی، هشتی بنا قرار دارد که دارای نقشه چهارضلعی بوده و در سه طرف آن، سه فضای مختلف واقع شده‌است. حیاط کاروانسرا در مرکز آن واقع شده و چهار طرف آن اتاقهای سکونت کاروانیان و محل نگهداری احشام قرار دارد. در چهار گوشه بنا نیم برجهایی به منظور نگهبانی وجود داشته. مصالح بکار رفته در ساخت این بنا شامل آجر و سنگ است. در پایه‌ها، پی و مغز دیواره‌ها از سنگ استفاده شده و در طاقها، پوشش فضاها، گنبدها و در نمای دیوارها از آجر استفاده شده‌است. طاقها هم طاقهای جناغی است که به صورت رومی آجرچینی شده‌اند. پوشش فضاها گنبدی بوده و با آجرکار شده‌است. گنبدها به سبک کلمبو اجرا شده‌اند که بهترین شیوه گنبدزنی برای مناطق کویری و بخصوص برای کاروانسراها بوده‌است. اما نحوه آجرچینی دیوارها، طاقها و گنبدها آنقدر استادانه و با ظرافت اجرا شده که خود نوعی تزئین نیز به شمار می‌رود بخصوص در گوشه سازی به منظور تبدیل فضای چهارضلعی به هشت ضلعی، آجرچینی علاوه بر جنبه کاربردی، نوعی تزیین نیز محسوب می‌شود. این بنا پلانی مربع شکل دارد که طول هر ضلع آن ۵/۲۷ متر می‌باشد. رباط زردان ایوانی مرتفع به بلندی تقریبی ۸ متر دارد که طاق و پیشانی آن فروریخته. در دو سوی ایوان دو راهرو وجود دارد که طاقنماهایی در آن‌ها ساخته شده و پوشش راه روها طاق و چشمه است. این راهروها نیز به دو راهرو در اضلاع شمال و جنوب بنا عمود شده‌اند. در ضلع شرقی بنا دیوار انتهایی رباط قرار دارد لیکن هیچ نشانه‌ای از ساخت و ساز راهرو، اصطبل و بارانداز در رباط به چشم نمی‌خورد. بر اساس شواهد در زمان قاجاریه ساخت و سازهایی در بنا انجام شده و شکل معماری رباط را به قلعهٔ دفاعی بدل نموده که از آن جمله می‌توان به ساخت چهار برج در چهار گوشه خارجی رباط اشاره کرد. قسمت اعظم برج شرقی که ۵طبقه بود است بر اثر زمین‌لرزه قائن (۱۳۷۶) و زمین‌لرزه زهان (۱۳۹۱) بکلی ویران شده‌است. رباط زردان دارای ایوان ورودی زیبایی ست که پیشانی طاق آن با تزئینات آجری راسته و خفته آراسته شده. در این بنا گنبدها به صورت عرقچین کار شده و کلیه سطوح آجری و سنگی دیوارها بند کشی شده و نمای آجری ساده آن لطافت خاصی به بنا بخشیده است.ورودی رباط زردان سمت راست آثار حوض انبار آب و همچنین در ورودی قبرستان زردان آثار یک حلقه چاه است،  که ظاهراً رباط زردان در گذشته دارای رشته قنات اختصاصی یا موقوفه ای، بوده است و جلوی درب ورودی، حوض انبار آب داشته است.
.

## نام های دیگر
رباط زردان را مردم محلی بنام های کاروانسرای شاه عباسی یا کاروانسرای زردان و یا رباط شاه عباس می شناسند.